# Strajk robotników w Raciborzu (1923)

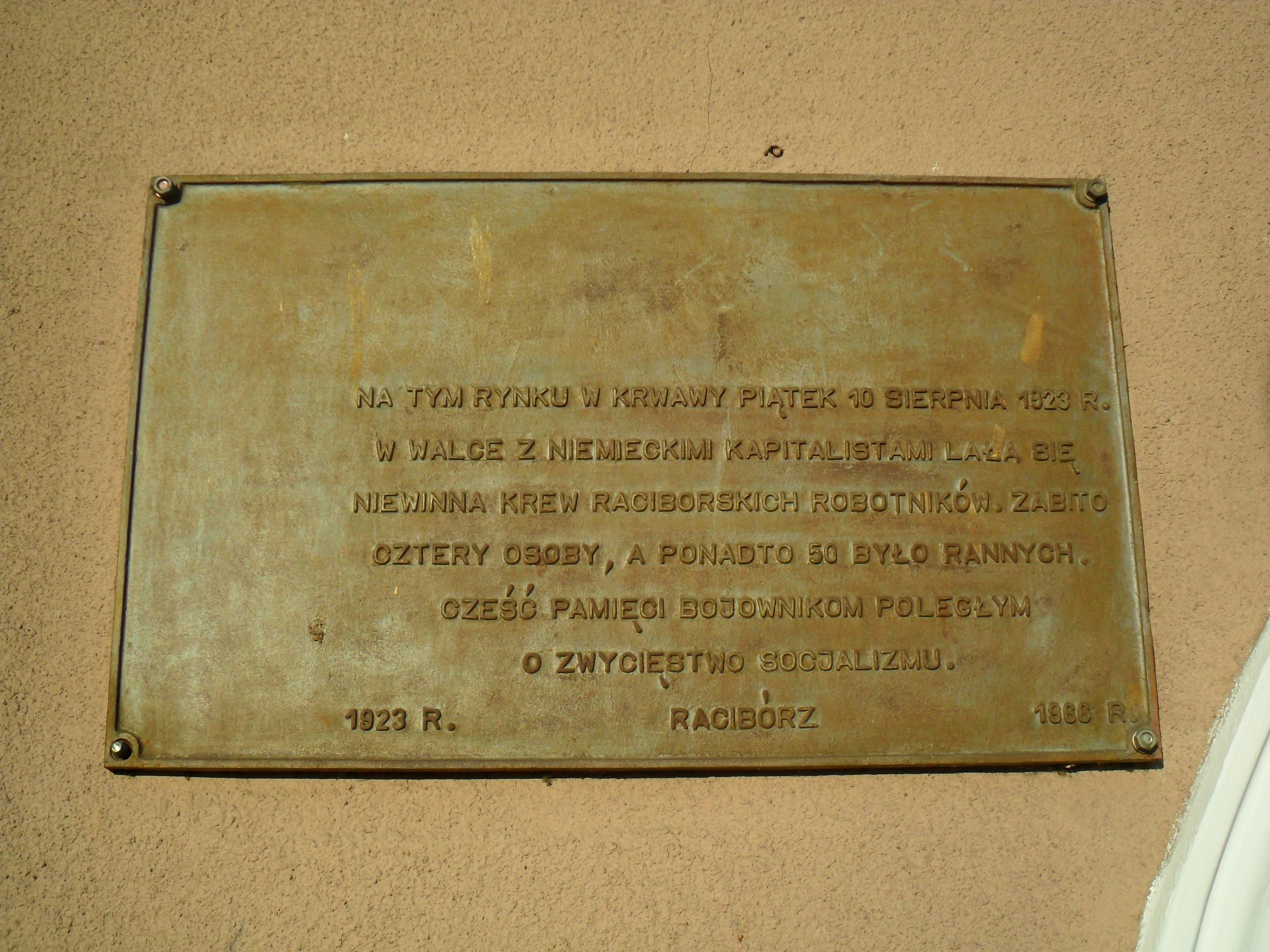
Tablica na kamienicy na raciborskim rynku upamiętniająca wydarzenia "krwawego piątku"

Strajk robotników w Raciborzu – miał miejsce 10 sierpnia 1923 roku z powodu rosnącego niezadowolenia pracowników spowodowanego hiperinflacją i brakiem podstawowych artykułów żywnościowych. W wyniku zamieszek w Raciborzu zginęły cztery osoby, a wiele innych zostało rannych. Wydarzenia te zostały nazwane mianem "krwawego piątku".

## Tło wydarzeń
Po I wojnie światowej, w całych Niemczech zaczęło narastać powodowane niskimi płacami, hiperinflacją i brakiem artykułów żywnościowych, społeczne niezadowolenie. Doprowadziło ono 22 marca 1920 roku do decyzji o podjęciu strajku przez pracowników raciborskich drukarń – strajkujący wysunęli żądanie wypłaty zaległych wynagrodzeń. 23 listopada 1920 roku do protestujących drukarzy dołączyli się, w ramach strajku generalnego, pracownicy kolei, fabryki czekolady Sobtzicka, fabryki cygar Preissa i Wiedekinda, papierni Schücka, zakładów obuwniczych Fränkla i innych raciborskich fabryk. Protestujący domagali się wypłaty jednorazowej zapomogi oraz podwyżek płac.
Na początku lat 20. XX wieku część rolniczych terenów powiatu raciborskiego przypadła Polsce oraz Czechosłowacji, co wraz z panującą od zakończenia wojny hiperinflacją ponownie spowodowało braki zaopatrzenia w artykuły żywnościowe w Raciborzu. Niepokoje społeczne często podsycali wówczas komuniści. Z ich inicjatywy w czerwcu 1923 roku doszło do kolejnego strajku, w którym wzięli udział pracownicy zakładów Hegenscheidta i innych raciborskich fabryk. Strajkowali również (blisko miesiąc) rolnicy. Rosnąca fala niezadowolenia skłoniła Ministerstwo Spraw Wewnętrznych do wydania 24 lipca 1923 roku zakazu organizowania zgromadzeń.

## Przebieg demonstracji
9 sierpnia 1923 roku, w czwartek (dzień targowy) zabrakło w Raciborzu podstawowych artykułów spożywczych. W związku z tym centrala związków zawodowych wezwała do strajku generalnego i zorganizowania manifestacji. Próbował temu zapobiec ówczesny nadburmistrz miasta, Hans Piontek, który w rozmowie z sekretarzem związków zawodowych dał znać do zrozumienia, że taka demonstracja w związku z obowiązującym zakazem byłaby nielegalna. Na odwołanie akcji było już jednak za późno – wcześniej zdążono o niej powiadomić nawet centralę związkową we Wrocławiu, a związkowcom i komunistom bardzo zależało na organizacji masowych protestów.
10 sierpnia o godzinie 11:00 rozpoczął się w Raciborzu strajk generalny. Pracownicy fabryk opuścili swoje miejsca pracy i zaczęli gromadzić się na placu Dworcowym, gdzie zebrali się w liczbie kilku tysięcy (Rynek – pierwotnie ustalone miejsce zgromadzenia, został zajęty przez jednostki Schutzpolizei). Gdy z rynku wysłano w stronę demonstrantów 15-osobowy pododdział policjantów, część z protestujących starła się z nim, następnie tłum ruszył na rynek, gdzie mowę protestacyjną wygłosił sekretarz związków zawodowych, nawołując przy tym do rozwagi, by demonstracja nie przerodziła się w zamieszki. W mieście doszło jednak do walk ulicznych i plądrowania sklepów. Napadnięto m.in. na samochód policyjny, z którego skradziono 22 granaty ręczne, oraz splądrowano sklep z bronią, z którego zginęło 30 strzelb, 30 pistoletów i 2000 naboi. Wsparcia raciborskiej policji udzieliły dwa plutony z Gliwic, które zjawiły się po godzinie 17:00, a także pododdział z Nadrenii Północnej-Westfalii, który stacjonował wówczas w Markowicach.
Po południu nadburmistrz Piontek zwołał zebranie z udziałem przedstawicieli związków zawodowych przemysłu, kupiectwa, organizacji chłopskiej i starostwa (Landratury). W rozmowie telefonicznej poprosił również nadprezydenta rejencji opolskiej, pochodzącego z Raciborza Alfonsa Proske, by pomógł załagodzić nastroje i opanować demonstrację. Proske przyjechał do Raciborza około godziny 21:00, gdy sytuacja została już opanowana. Wcześniej polecono policji wycofać się z centrum, by nie drażnić uczestników wystąpienia, ci z kolei po pewnym czasie zaczęli sami rozchodzić się do domów.

## Podsumowanie zamieszek
W wyniku zamieszek kilkadziesiąt osób zostało rannych (w tym trzy ciężko), a cztery osoby poniosły śmierć od kul policyjnych (Byli to: portier Johann Riegel, robotnik Huduczek, 16 letnia pracownica cygarowni na Ostrogu, Maria Niemietz i 18-letnia, bliżej nieznana kobieta o nazwisku Rudek). Pogrzeb Huduczka i dwóch kobiet odbył się 14 sierpnia 1923 roku na cmentarzu Jeruzalem. Johanna Riegla pochowano dwa dni później.
22 sierpnia w sali Domu Ludowego odbyła się publiczna debata na temat niedawnych krwawych wydarzeń. Prowadzący ją sekretarz związków zawodowych, Nowak, stwierdził, że wina nie leży po stronie żadnej z osób ani organizacji, a winą za niepokoje obwinił złą sytuację gospodarczą. Skrytykował również działania policji.
W 1966 roku władze komunistyczne postanowiły upamiętnić to wydarzenie tablicą, którą umieszczono na kamienicy na rogu rynku i ulicy Długiej.